# London Overground

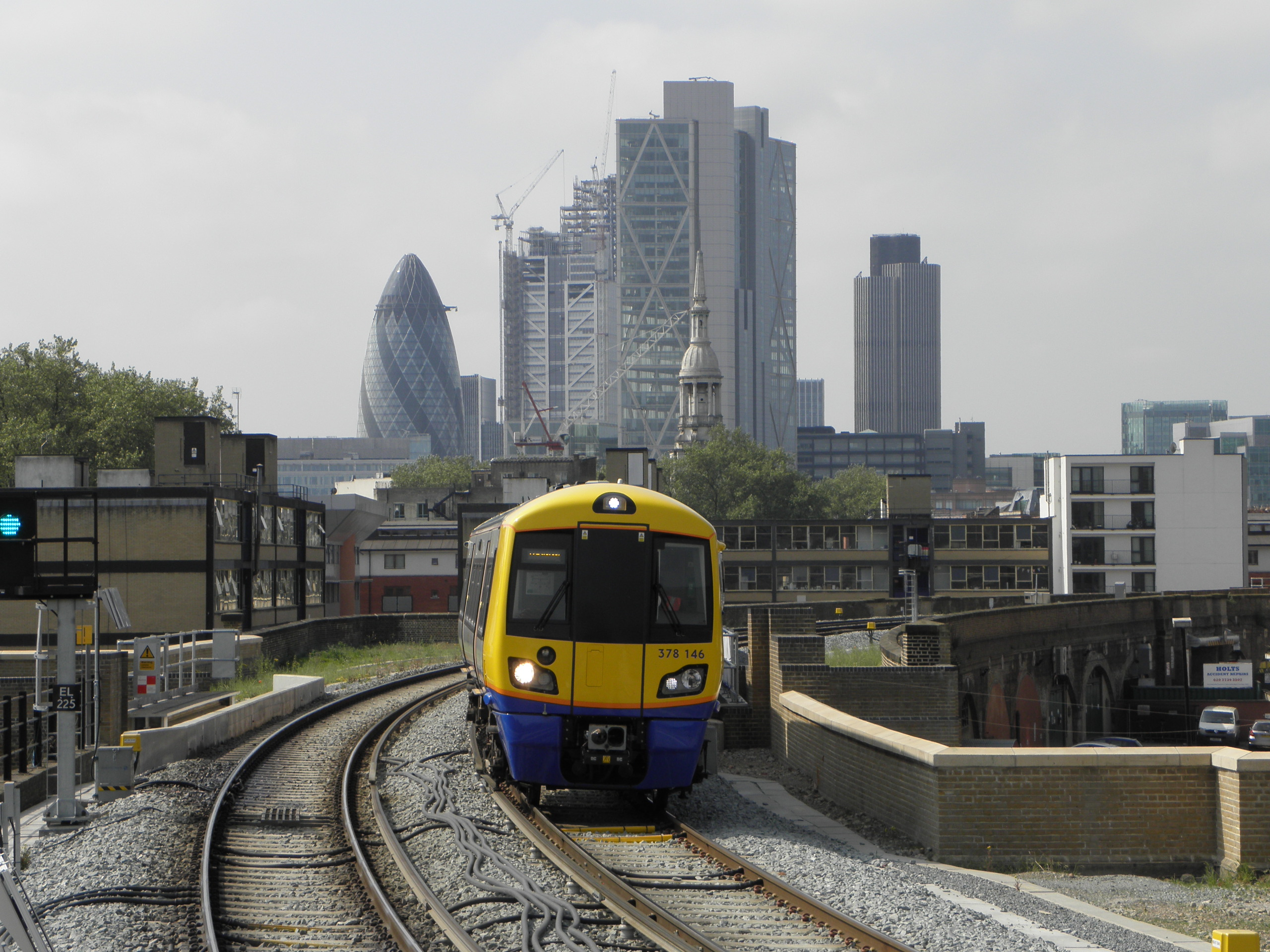
London Overground

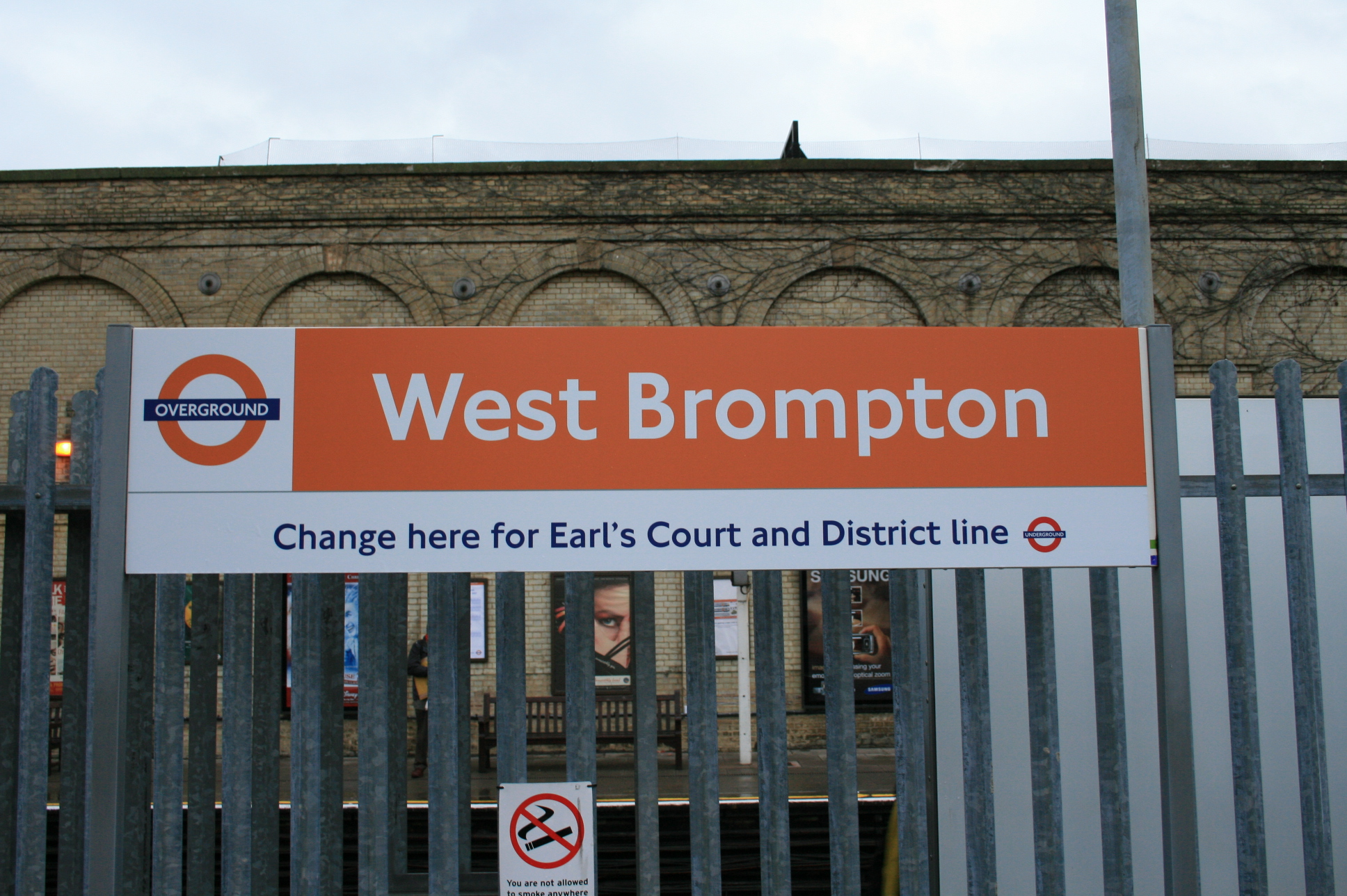
Stația West Brompton

London Overground este o companie operatoare de trenuri suburbane din Londra, Regatul Unit. A început să opereze la data de 11 noiembrie 2007. Are șase linii și 112 de stații. Folosește ca logo un simbol foarte asemănător cu London Underground, acesta fiind rondelul portocaliu cu bandă albastră orizontală. Lungimea totală a sistemului este de 167 km.
Cele șase linii sunt:
- Linia Gospel Oak-Barking din Gospel Oak către Barking
- Linia Richmond/Clapham Junction-Straford din Richmond și Clapham Junction către Stratford
- Linia Watford DC din Watford Junction către Euston
- Linia Willesden Junction-Clapham Junction/West Croydon din Willesden Junction către Clapham Junction și West Croydon
- Linia Liverpool Street-Enfield Town/Cheshunt/Chingford din Liverpool Street către Enfield Town, Cheshunt și Chingford
- Linia Romford-Upminster din Romford către Upminster